# Ethemon basale
Ethemon basale är en skalbaggsart som först beskrevs av Hermann Burmeister 1865.  Ethemon basale ingår i släktet Ethemon och familjen långhorningar. Inga underarter finns listade i Catalogue of Life.